# Kendall Simmons
Pour les articles homonymes, voir Simmons.
(en) Statistiques sur pro-football-reference
Henry Alexander Kendall Simmons, né le 11 mars 1979 à Mississippi, est un américain, joueur de football américain.
Cet offensive guard a joué pour les Steelers de Pittsburgh (2002–2008), les Patriots de la Nouvelle-Angleterre (2009) et les Bills de Buffalo (2009) en National Football League (NFL).
Il a remporté les Super Bowls XL et XLIII avec les Steelers.